# Blue in the Face
Blue in the Face es una película de comedia estadounidense de 1995 dirigida por Wayne Wang y Paul Auster. Está protagonizada por Harvey Keitel liderando un elenco que incluye a Giancarlo Esposito, Roseanne Barr, Michael J. Fox, Lily Tomlin, Victor Argo, Mira Sorvino, Lou Reed, Keith David, Jim Jarmusch, Jared Harris, RuPaul y Madonna.

## Argumento
La película se centra en una tienda de cigarros de Brooklyn y en el gerente Auggie (Harvey Keitel) y Dot (Roseanne Barr), la frustrada esposa del dueño de la tienda. Madonna, Michael J. Fox, Lily Tomlin y Lou Reed como él mismo también hicieron aparicones.

## Reparto
- Harvey Keitel como Augustus "Auggie" Wren
- Víctor Argo como Vinnie
- Keith David como Jackie Robinson
- Giancarlo Esposito como Tommy Finelli
- Michael J. Fox como Pete Maloney
- Mel Gorham como Violeta
- Jared Harris como Jimmy Rose
- Jim Jarmusch como Bob
- Madonna como la cantante de telegrama
- Lou Reed como el hombre de las gafas extrañas
- Roseanne Barr como Dot
- Mira Sorvino como señorita
- Lily Tomlin como comedora de gofres
- Malik Yoba como Watchman
- Rupaul como líder de danza
- Michael Badalucco como estadístico
- José Zúñiga como Jerry

## Producción
Blue in the Face se filmó durante un período de cinco días como continuación de la película Smoke de Wang de 1995. Durante la producción de Smoke, Keitel y los demás improvisaron escenas del personaje entre tomas y se hizo una secuela utilizando este material improvisado.
Blue in the Face presenta canciones de la cantante Selena. Su dueto bilingüe con David Byrne, «God's Child (Baila Conmigo)», aparece en la banda sonora de la película.

### Estreno
La película fue estrenada en Estados Unidos el 13 de octubre de 1995.

## Recepción
La película recibió críticas mixtas. En Rotten Tomatoes, la película tiene una calificación del 43 % según reseñas de 23 críticos, con una calificación promedio de 5,7/10.
Roger Ebert, del Chicago Sun Times, le dio a la película 2,5 de 4 estrellas y comentó que la película "se rodó en seis días y, a veces, así lo parece... Algunas partes funcionan y otras no, pero nadie parece estar interesado en llevar la puntuación, y eso es parte del encanto de la película". Ebert también señala que " Smoke es, por supuesto, una película mucho mejor, y si no la has visto, entonces deberías empezar por ahí y no por aquí. Blue in the Face es más bien una nota a pie de página."
Lily Tomlin fue nominada a un American Comedy Award como "Actriz de reparto más divertida en una película" por su actuación en esta película.